# Torneo Tenis Ciudad de Madrid 2012
Il Torneo Tenis Ciudad de Madrid 2012, noto come Torneo Omnia Tenis Ciudad Madrid per motivi di sponsorizzazione, è stato un torneo professionistico di tennis maschile giocato sulla terra rossa. È stata la 2ª e ultima edizione del torneo, facente parte dell'ATP Challenger Tour nell'ambito dell'ATP Challenger Tour 2012. Si è giocato dal 24 al 30 settembre 2012 al Club de Campo Villa di Madrid, in Spagna.

## Partecipanti ATP

### Teste di serie
| Nazionalità | Giocatore             | Ranking* | Testa di serie |
| ----------- | --------------------- | -------- | -------------- |
| Italia      | Filippo Volandri      | 75       | 1              |
| Spagna      | Rubén Ramírez Hidalgo | 91       | 2              |
| Spagna      | Albert Montañés       | 92       | 3              |
| Spagna      | Daniel Gimeno Traver  | 93       | 4              |
| Portogallo  | João Sousa            | 109      | 5              |
| Spagna      | Iñigo Cervantes       | 136      | 6              |
| Croazia     | Antonio Veić          | 137      | 7              |
| Argentina   | Federico Delbonis     | 140      | 8              |

- 1 Ranking al 17 settembre 2012.

### Altri partecipanti
Giocatori che hanno ricevuto una wild card:
- Iván Arenas-Gualda
- Enrique Lopez-Perez
- Roberto Ortega-Olmedo
- Jaime Pulgar-Garcia

Giocatori che hanno ricevuto un entry come alternate:
- Jan-Lennard Struff

Giocatori che sono passati dalle qualificazioni:
- Alexander Lobkov
- Jaroslav Pospíšil
- Nick van der Meer
- Alexander Ward

## Campioni

### Singolare
- Daniel Gimeno Traver ha battuto in finale  Jan-Lennard Struff con il punteggio di 6–4, 6–2

### Doppio
- Daniel Gimeno Traver /  Iván Navarro hanno battuto in finale  Colin Ebelthite /  Jaroslav Pospíšil con il punteggio di 6–2, 4–6, [10–7]